# Áron András
Áron András (Budapest, 1988. december 13. –)  magyar multiinstrumentalista énekes, dalszerző és zenész.
Testvére Áron Eszter divattervező, édesapja Áron László színművész.
Olyan zenekarok frontembere, mint a Lazarvs vagy a Trillion. Gitárosként tagja a Teeth Marksnak. Énekesként tagja volt 2009-től 2015-ig a Neck Sprain zenekarnak, gitározott a Grand Mexican Warlock együttesben.

## Élete
Első önálló szólóalbuma 2010-ben jelent meg Feathers, Black Flowers címmel.
2011-ben megjelentette első kislemezét az Apey & the Pea (Lazarvs)-val.
2013 és 2014 között olyan lemezeket írt meg, mint a Devil's Nectar, illetve a Hellish, amely később Fonogram díjat nyert, és az év magyar metállemeze lett. 2013-ban megjelentaz első Neck Sprain EP a God's Snake, amelyen már Áron András énekel.
2016 májusában megjelentette második szólólemezét, a Foxest. Az albumon tizenegy dal kapott helyet, melyeket személyes érzései, alvászavara és az éjszakában felszolgálóként töltött évei ihlették. Ugyanebben az évben megjelentette az első Trillion-lemezt Dreaming Black címmel, ahol dalszerzőként és énekes-gitárosként volt jelen.
Egy évvel később, 2017-ben megjelent harmadik nagylemeze, a Stranger, szeptember 11-én pedig Apey the Pea zenekarával a HEX című harmadik nagylemeze. A két lemez egyidejűleg készült.
2018-ban turnézott és nyáron fellépett Magyarország legnagyobb fesztiváljain. 2018 szeptemberében meghívást kapott a Lollapalooza fesztiválra Berlinbe. Ugyan ebben az évben Trillion zenekarával kiadták második nagylemezüket, a Like Watert. 2019-ben kétszer is fellépett Groningenben a Eurosonic showcase fesztiválon.

2019 februárjában kiemelkedő dalszerzői teljesítményéért, sokoldalú hangzásvilágáért díjazta az Artisjus az év junior dalszerzőjeként. 
'Kevés olyan sokoldalú dalszerző szaladgál a világban, aki egyszerre több műfajban, önazonosan, egyedi saját hanggal és hiteles üzenettel megállja a helyét. Áron András dalaiból árad az a fajta erőlködésmentes attitűd, ami segít elhinni: zenei mondanivalója egyetemes, dalszövegei mélyről merítenek, de mégis egyszerűséget hordoznak. Legfőbb erénye a tiszteletreméltó és inspiráló bátorság, a kompromisszumok nélküli művészi hang, az őszinteség önmagáról és világnézetéről. - Jónás Vera.
2019-ben egyidejűleg írta a Lazarvs 'IV', illetve szólólemezét, a Book of Changest.
2020 őszén jelent meg negyedik nagylemeze, a Book of Changes, pár hónappal később pedig elnyerte a második Fonogram díját a Lazarvs negyedik, IV lemezével. Nem sokkal ezután, 2021 nyarán megjelentette az áthangszerelt, Changes címre hallgató ötödik nagylemezét, melyet már az új zenekarával, a Black Circle Orchestra tagjaival (Hock Ernő, Schoblocher Barbara, Boros Levente, Pénzes Máté, Kiss Péter) együtt rögzített. Az új formáció a nagy érdeklődésnek köszönhetően helyt kapott minden nagyobb magyar fesztivál nagyszínpadán, illetve teltházas koncertet adott a Magyar Zene Házában.
Schoblocher Barbarával nem csak alkotótársak, hanem a magánéletben is egy pár alkotnak.
2022 tavaszán szerepelt a Dalfutár című műsorban, ahol a Te maradtál című szerzeményét Keresztes Ildikó énekelte, a dal szövegírója Barkóczi Noémi. A dal producerei és akik a dalt feljátszották: Carson Coma.
2022 októberében Áron András Nashville, Tennessee-ben rögzítette a hatodik nagylemezét a Prime Recording Stúdióban Derek Garten producerrel, aki többek között olyan előadókkal dolgozik, mint Brittany Howard, Taylor Swift, Jewel. A tízszámos The Moment című album 2023. október 1-jén jelent meg. Megjelentette a Teeth Marks első lemezét Humans Are The Virus címmel. Szintén ugyanebben az évben kiadta a Lazarvs ötödik nagylemezét, a Blackestet.

## Lemezei
Apey / Aron Andras
- Smoke & a Pretty Kettle (Demo Album) (2007)
- Feathers, Black Flowers (2010)
- Foxes (2016)
- Stranger (2017)
- Book of Changes (2020)
- Changes (2021)
- The Moment (2023)

Lazarvs / Apey & the Pea
- Day Ends EP (2011)
- Devil's Nectar (2013)
- Hellish (2014)
- HEX (2017)
- Lazarvs IV (2020)
- Blackest (2023)

Trillion
- Dreaming Black (2016)
- Like Water (2018)
- Purple Sugar Coated Dreameater (2024)

Teeth Marks:
- Humans Are The Virus (2023)